# قرار مجلس الأمن التابع للأمم المتحدة رقم 698
قرار مجلس الأمن التابع للأمم المتحدة رقم 698، الذي تم تبنيه بالإجماع في 14 يونيو 1991، بعد التذكير بالقرار 682 (1990) المتعلق بالمسائل المالية وجميع القرارات المتعلقة بقبرص حتى آخر قرار رقم 697 (1991)، أعرب المجلس عن قلقه بشأن الوضع المالي الذي يواجه قوة الأمم المتحدة لحفظ السلام في قبرص، المنشأة بموجب القرار 186 (1964).
وخلص المجلس، من أحد التقارير، إلى أن هناك حاجة إلى طريقة لتمويل القوة تضعها على «أساس مالي» سليم وآمن، بهدف خفض تكاليف القوة وتحديدها بوضوح. كما طلب إلى الأمين العام إجراء مشاورات مع المجلس والدول الأعضاء التي تساهم في القوة وغيرها، وتقديم تقرير بحلول 15 كانون الأول / ديسمبر 1991، بحلول موعد تمديد الولاية المقبلة، بشأن التدابير المالية التي يتعين اتخاذها.
حدد التقرير الصادر عملاً بهذا القرار تدابير للوفورات، بما في ذلك من خفض أعداد القوات، وتخفيض عدد الأفراد مع زيادة موسمية، وتحويل القوة إلى بعثة مراقبة، وإلغاء العمل الإنساني والاقتصادي، أو استخدام قوات أقل تكلفة.

## روابط خارجية
- نص القرار في undocs.org